# أولاد عبد الكريم (أولاد أزمام)
أولاد عبد الكريم هو دُوَّار يقع بجماعة أولاد زمام، إقليم الفقيه بن صالح، جهة بني ملال خنيفرة في المملكة المغربية. ينتمي الدوّار لمشيخة أولاد أزمام التي تضم 4 دواوير. يقدر عدد سكانه بـ 81 نسمة حسب الإحصاء الرسمي للسكان والسكنى لسنة 2004.

## روابط خارجية
- البوابة الوطنية للجماعات الترابية
- المندوبية السامية للتخطيط